# Tatort: Schattenspiele
Schattenspiele ist ein Fernsehfilm aus der Kriminalreihe Tatort der ARD und des ORF. Der Film wurde vom Norddeutschen Rundfunk unter der Regie von Claudia Garde produziert und am 20. August 2006 im Programm Das Erste zum ersten Mal gesendet. Es handelt sich um die Tatort-Folge 637. Für den Kriminalhauptkommissar Casstorff (Robert Atzorn) ist es der zwölfte Fall, in dem er ermittelt.

## Handlung
Der angolanische Abschiebehäftling Jonathan Waputo kann nach einem Verdacht auf Blinddarmdurchbruch aus dem Krankentransport fliehen, dem begleitenden Beamten die Waffe abnehmen und bricht nach kurzer Flucht unmittelbar vor Kommissar Holicek tot zusammen, der gemeinsam mit einem Wachbeamten ein Pokalspiel des FC St. Pauli verfolgt. Nach der Obduktion konstatiert Patricia Funck eine starke Vergiftung mit Aconitin. Holicek meint, im Toten den Hauptverdächtigen einer Fahrerflucht, Winston Miller, vor 20 Jahren wiederzuerkennen, der sich mit Holiceks Dienstwaffe das Leben genommen hatte. Er ist wie besessen von diesem Thema und wird immer wieder von den Bildern der Vergangenheit verfolgt.
Die Zellengenossen Waputos, Milton und Sembana, beschuldigen sich gegenseitig. Gefängnisdirektor Dr. Henning Lambertz kann sich deren Schuld natürlich nicht vorstellen. Er berichtet Casstorff von Sponsoren, die auch großzügig Medikamente geben. Die zuständige Leiterin des Pharmaunternehmens, Dr. Greuner, schließt jeden Zusammenhang aus. Allerdings weisen die Blutproben aller Häftlinge Spuren von Aconitin auf und deuten auf Medikamententests hin. Dann stellt sich heraus, dass die Konzentration bei Waputo höher dosiert und daher letal war. Die akribische Untersuchung von Waputos Anrufen auf eine öffentliche Telefonzelle bringen die Ermittler auf Dr. Lambertz. Der hat für alles aalglatt eine Erklärung.
Holicek hat endlich eine Spur: Röntgenaufnahmen von Waputo/Miller und weiht seinen damaligen Kollegen Drallek ein, der noch vor der Praxis am Handy von einem „Problem“ spricht. Casstorff sieht auf alten Presseberichten ein Foto von Frau Lambertz, die auf Millers Trauerfeier war. Zeitgleich kommt Holicek der Lösung beider Fälle näher: der aufstrebende Staatsanwalt Dr. Lambertz wollte die Fahrerflucht seiner beim Unfall betrunkenen Freundin Cornelia vertuschen.

## Rezeption

### Einschaltquoten
Die Erstausstrahlung von Schattenspiele am 20. August 2006 wurde in Deutschland von 6,67 Millionen Zuschauern bei 20,5 Prozent Marktanteil gesehen. In der werberelevanten Zielgruppe verfolgten 1,94 Millionen bei 14,5 Prozent Marktanteil den Film.

### Kritik
Die Kritiker der Fernsehzeitschrift TV Spielfilm vergaben für diesen Tatort den Daumen nach oben und meinen, „der couragierte Hamburg-Krimi ist überkonstruiert, aber beklemmend spannend.“